# 클라우디아 폴
클라우디아 마리아 폴 아렌스(스페인어: Claudia Maria Poll Ahrens, 1972년 12월 21일 ~ )는 코스타리카의 수영 선수이자, 국내 기록 보유자였다. 1996년 애틀랜타 올림픽 200m 자유형을 우승하면서, 오늘날까지 코스타리카의 단 하나의 올림픽 금메달리스트이다. 그녀의 언니 실비아는 1988년 서울 올림픽에서 은메달을 딴바 있다.

## 경력
니카라과 마나과 출신으로 7세 때 수영을 시작한 클라우디아는 빠르게 중앙아메리카 최고 선수들 중의 하나가 되어 많은 지방 타이틀을 우승하였다.
애틀랜타 올림픽 200m 자유형 결승전에서 우승 후보로 보이던 독일의 프란치스카 판 알름치크를 꺾으면서 놀라운 우승을 하여, 코스타리카에 첫 금메달을 바쳤다.
1997년 스위밍 월드 잡지에 의하여 "올해의 여성 수영 선수"로 선정되었다.
2000년 시드니 올림픽에서 2개의 동메달을 땄으며, 2004년 아테네 올림픽에서는 400m 자유형 예선에서 9위를 하며 결승전을 놓쳤다.
2006년 중앙아메리카-카리브해 경기에서 200m와 400m 자유형 경기 기록들 - 2분 00.19초와 4분 15.01초를 세웠다.

## 명예
- 코스타리카 의회에 의한 "명예 시민" (1996);
- 라틴아메리카 여성 첫 올림픽 금메달리스트;
- 8회의 "올해의 코스타리카 스포츠 여성" (1993, 1994, 1995, 1996, 1997, 1998, 1999, 2000);
- 3회의 최고 라틴아메리카 선수 (1995, 1996, 1997);
- 스위밍 월드 잡지에 의한 "올해의 세계 수영 선수" (1997);
- 이 세기의 최고 코스타리카 선수 (1999)

## 같이 보기
- 수영 자유형 200m 세계 기록 추이
- 수영 자유형 400m 세계 기록 추이